# Gare de Moulis - Listrac
Gare de Moulis - Listrac vasútállomás Franciaországban, Moulis-en-Médoc településen.

## Vasútvonalak
Az állomást az alábbi vasútvonalak érintik:
- Bordeaux-St-Louis–Pointe de Grave-vasútvonal

## Kapcsolódó állomások
A vasútállomáshoz az alábbi állomások vannak a legközelebb:
- Gare de Margaux
- Gare de Pauillac